# Fengjia
Fengjia (kinesiska: 冯家) är ett stadsdelsdistrikt i sydvästra Kina. Det ligger i stadsdistriktet Qianjiang i storstadsområdet Chongqing, omkring 210 kilometer öster om det centrala stadsdistriktet Yuzhong. Antalet invånare är 21 810. Befolkningen består av 10 421 kvinnor och 11 389 män. Barn under 15 år utgör 22,0 %, vuxna 15-64 år 67 %, och äldre över 65 år 9,0 %.